# Жребино
Жребино (болг. Жребино) — село в Болгарии. Находится в Ямболской области, входит в общину Елхово. Население составляет 204 человека.

## Политическая ситуация
В местном кметстве Жребино, в состав которого входит Жребино, должность кмета (старосты) исполняет Недка Куманова Колева (коалиция в составе 2 партий: Болгарская социал-демократия (БСД), Болгарская социалистическая партия (БСП)) по результатам выборов.
Кмет (мэр) общины Елхово — Петыр Андреев Киров (коалиция партий: Граждане за европейское развитие Болгарии (ГЕРБ), Демократы за сильную Болгарию (ДСБ), Земледельческий народный союз (ЗНС), Союз демократических сил (СДС), Союз свободной демократии (ССД)) по результатам выборов.